# Echinocereus engelmannii
Echinocereus engelmannii là một loài thực vật có hoa trong họ Cactaceae. Loài này được (Parry ex Engelm.) Lem. mô tả khoa học đầu tiên năm 1868.

## Hình ảnh

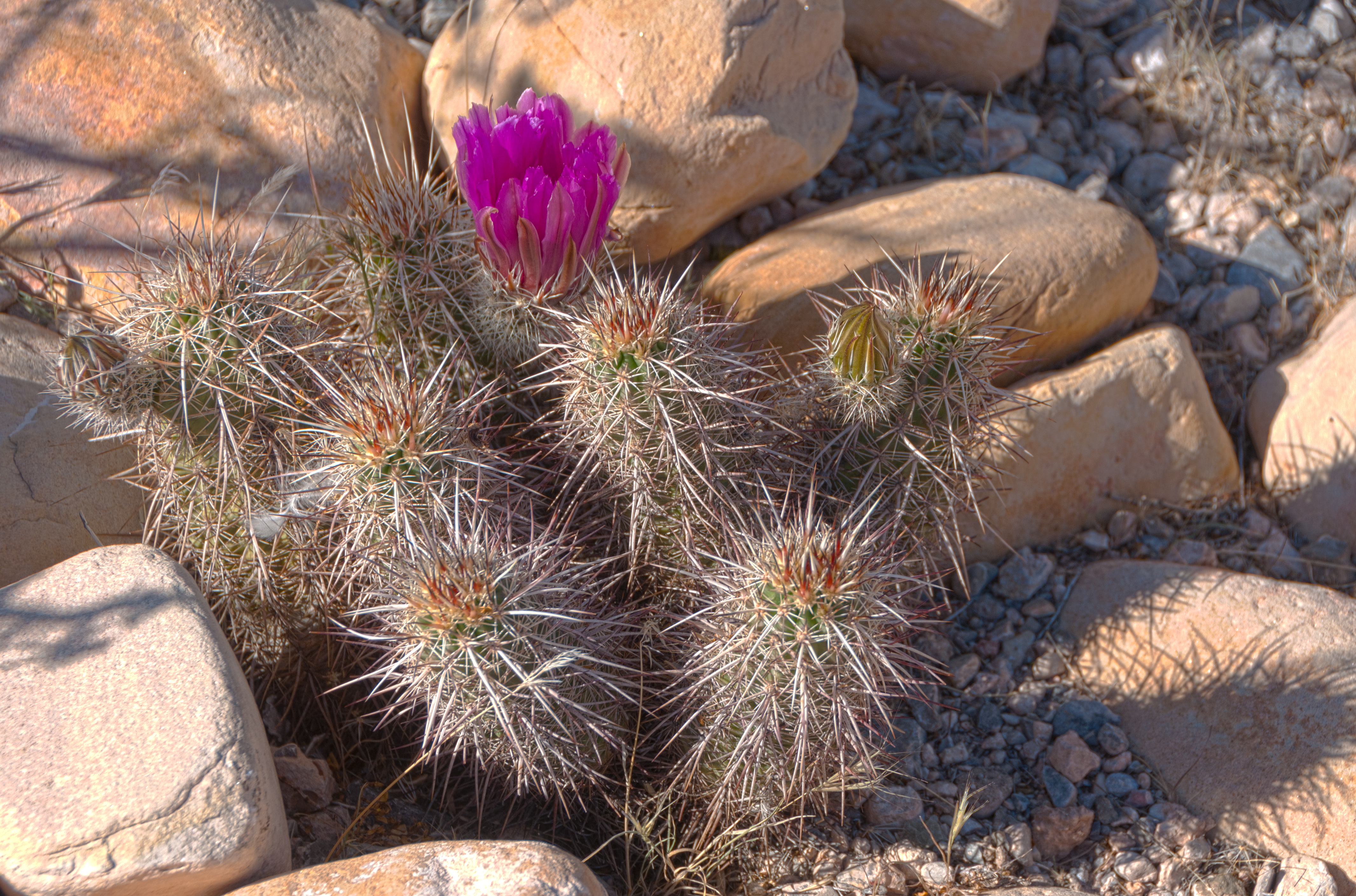
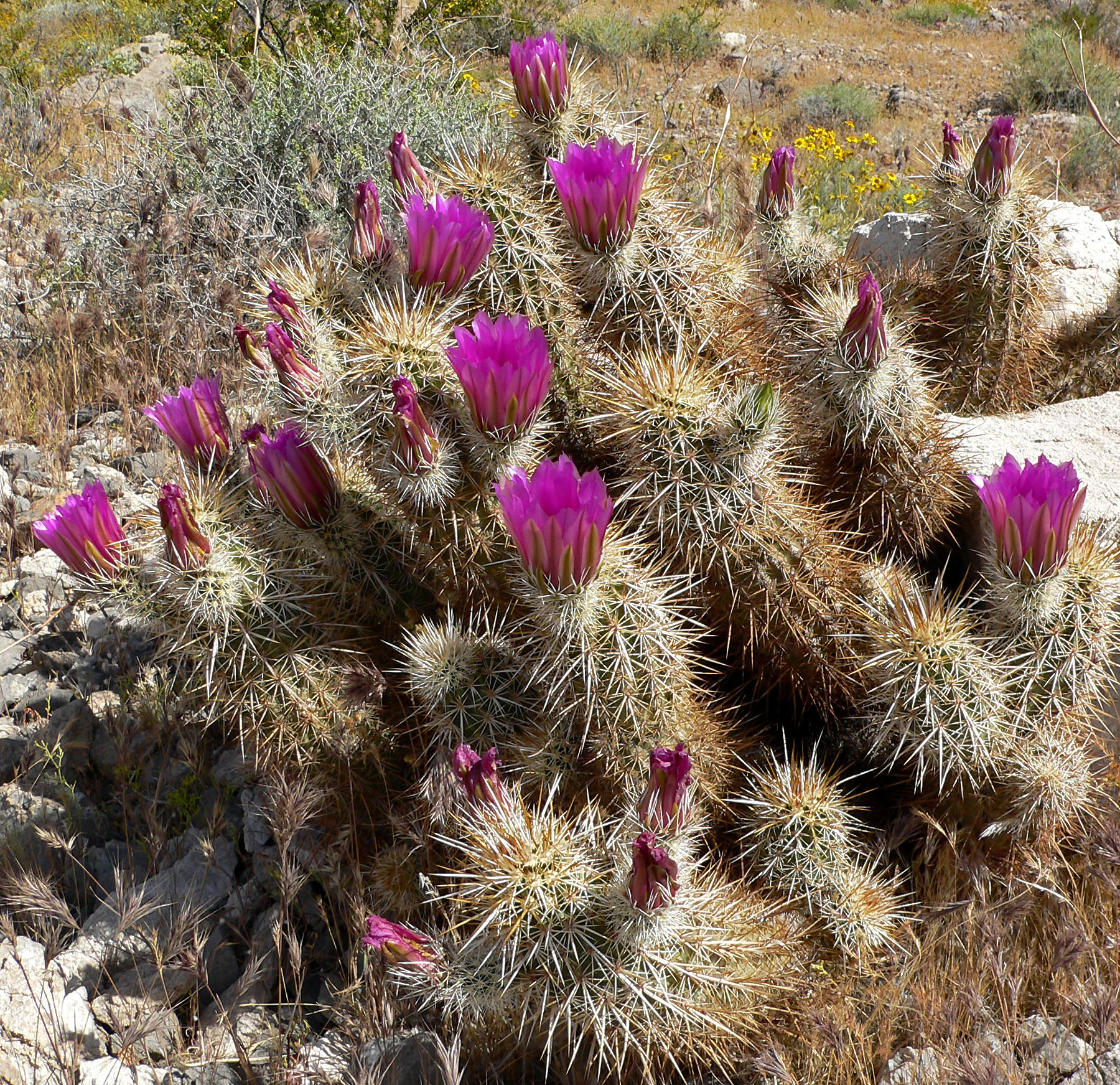
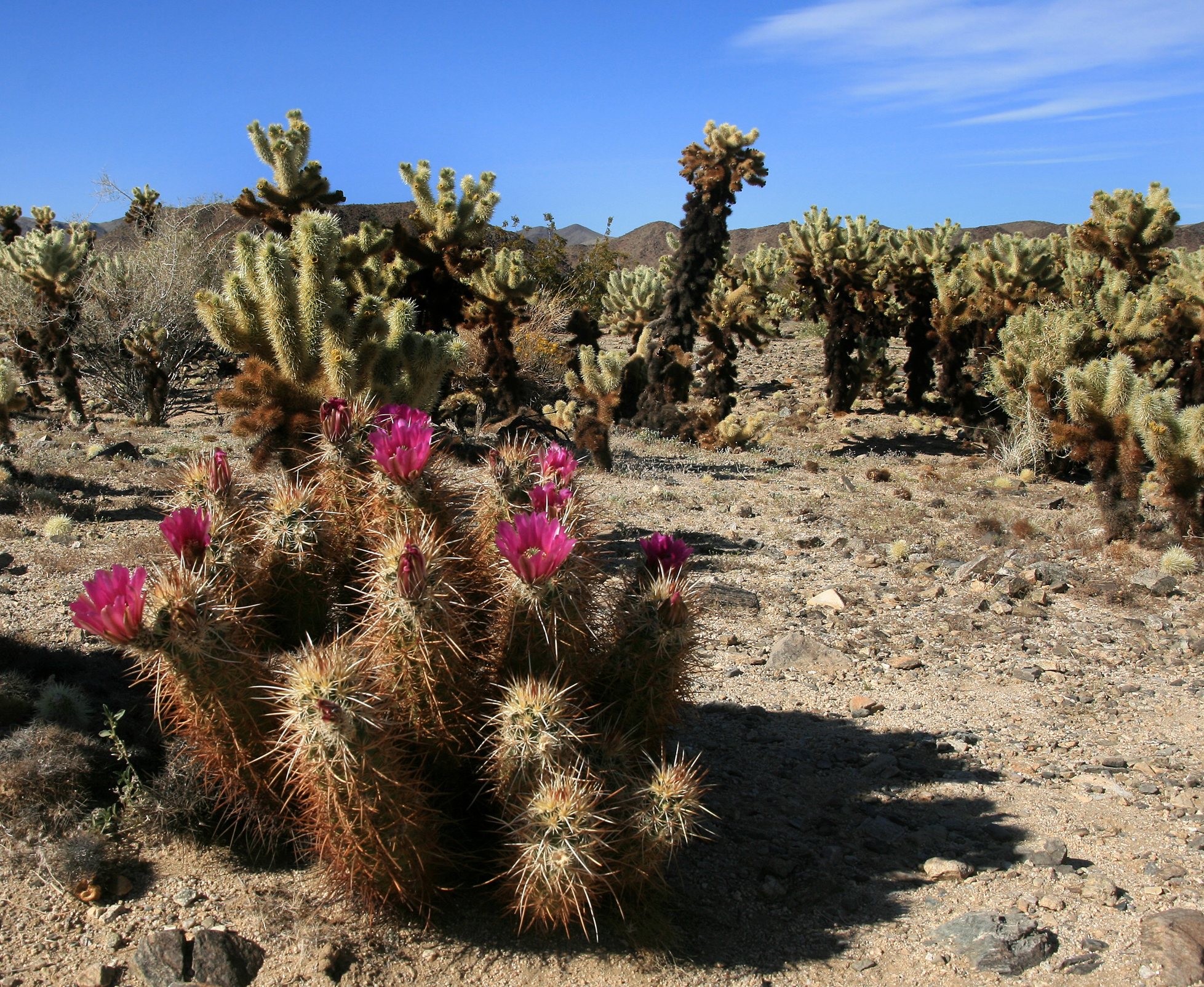
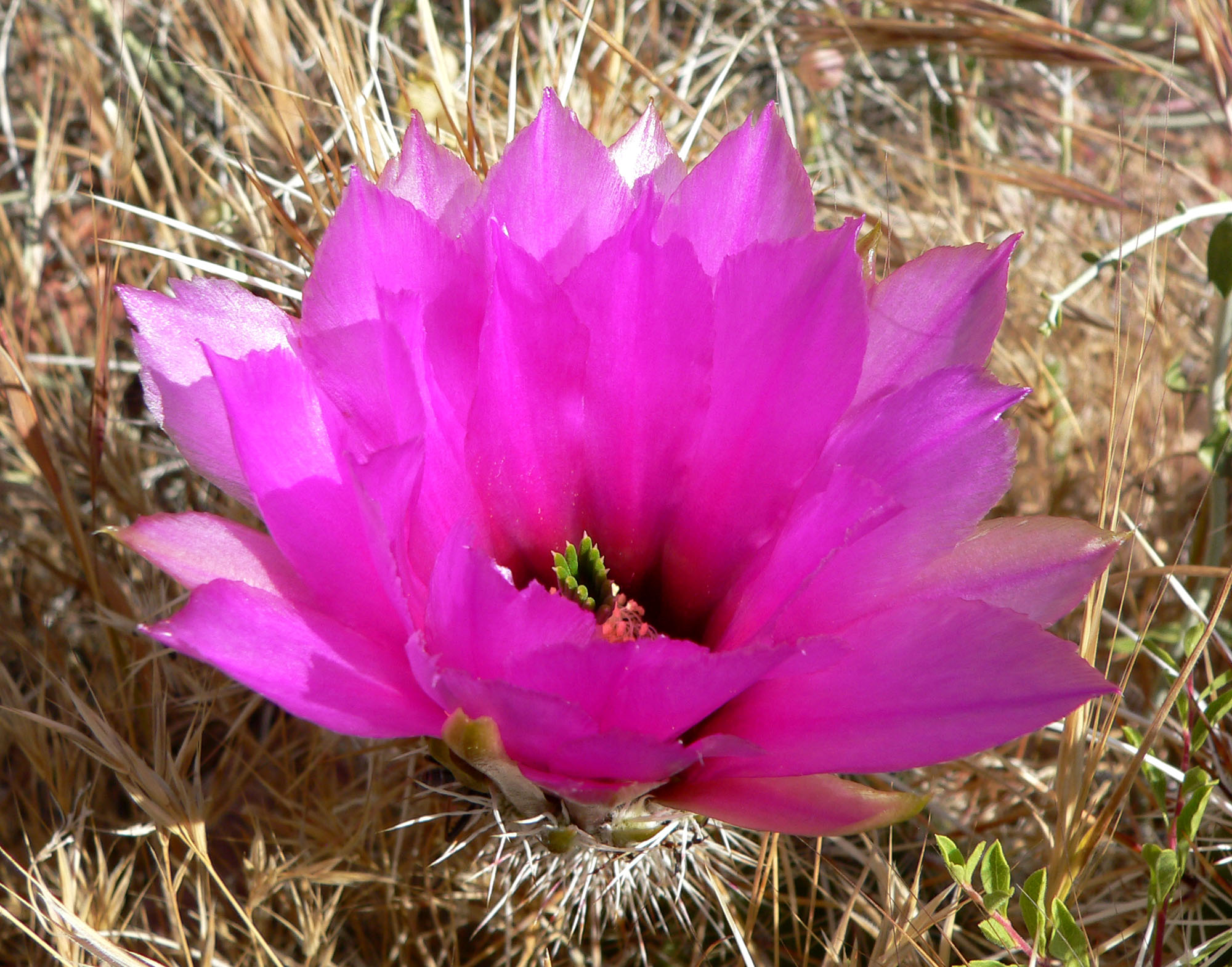
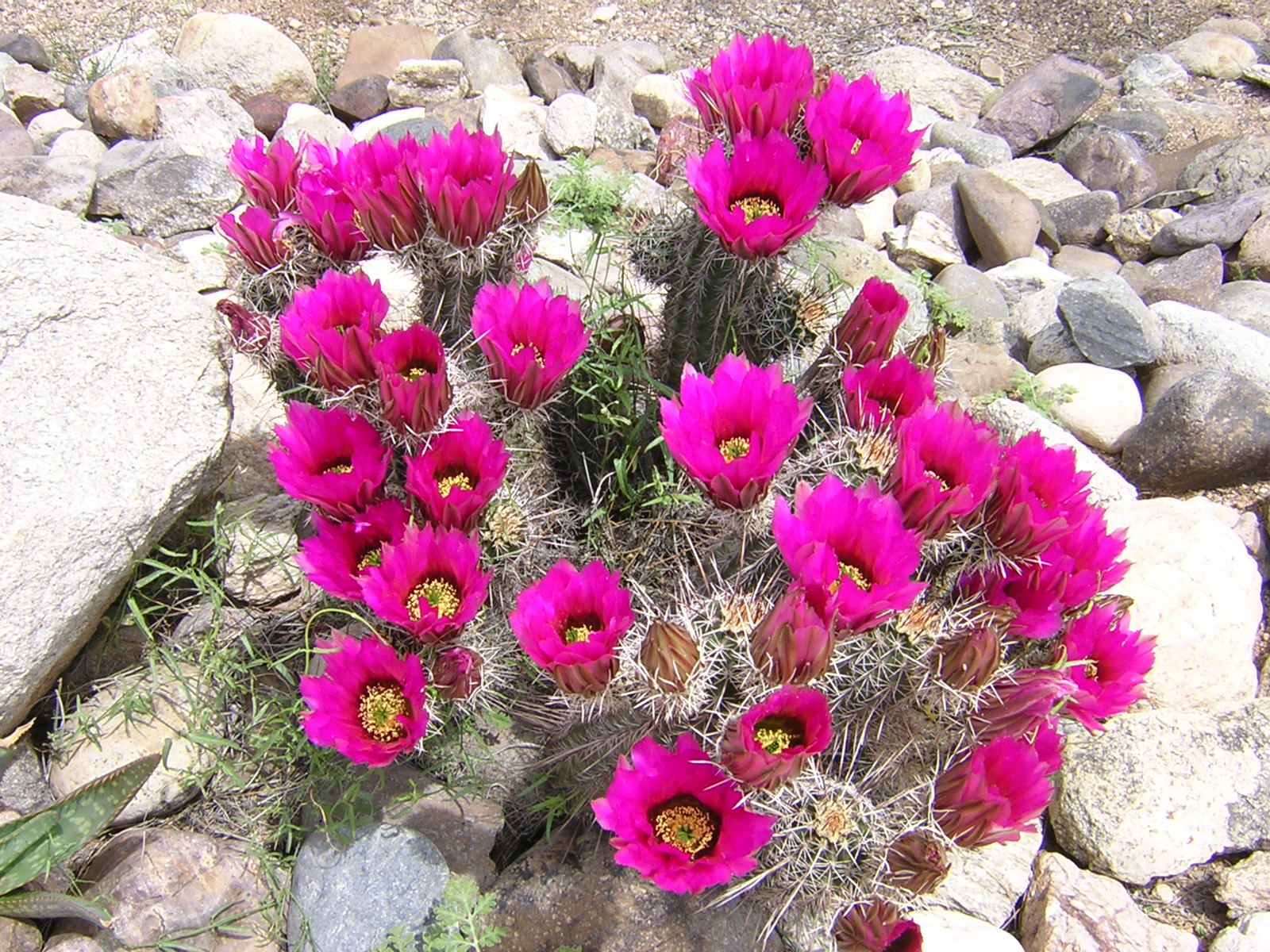